# Mont Balbi
Pour les articles homonymes, voir Balbi.
Le mont Balbi est un stratovolcan de Bougainville en  Papouasie-Nouvelle-Guinée. Il est situé à proximité du Bagana dans la chaîne de l'Empereur.